# Корик (Лондондерри)

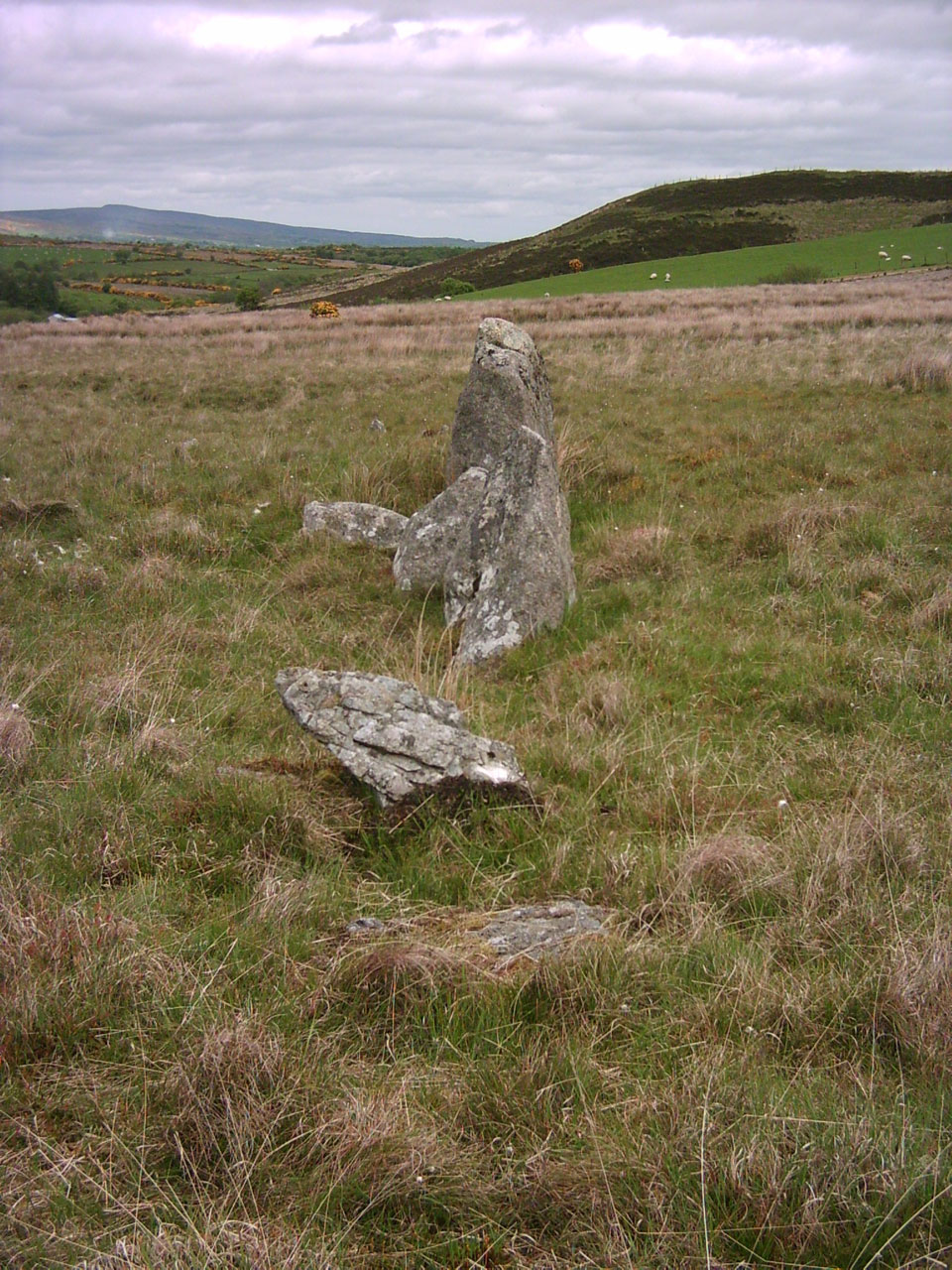
Каменный ряд в Корике.

Корик, Corick — мегалитический памятник. Находится у города Баллинаскрин, графство Лондондерри, Северная Ирландия. Состоит из каменных кругов и рядов камней. Корик находится в 2 км к востоку от известного захоронения Боллибрист (Ballybriest) и в 400 м к югу от деревни Корик.
В его честь названа линия Корик на спутнике Юпитера Европе.

## Особенности
В 1940 г., согласно описанию памятника, он состоял из 3 каменных кругов и предположительно захоронения на северо-западе. В настоящее время с памятником произошли изменения, в нём выделяются как минимум 4 группы. Три очень хорошо определены, они состоят из камней высотой от 0,3 до 1,6 метров. Одна из групп содержит два крупных камня, которые могут быть остатками могильного сооружения.

## Назначение
Неправильность формы камней говорит о том, что сооружение вряд ли имело астрономический или подобный характер, и играло чисто символическую или церемониальную роль.